# Les Angles-sur-Corrèze
 Les Angles-sur-Corrèze  (en occitano Los Angles) es una comuna y población de Francia, en la región de Lemosín, departamento de Corrèze, en el distrito de Tulle y cantón de Tulle-Campagne-Sud.
Su población en el censo de 2008 era de 101 habitantes.
Está integrada en la Communauté de communes Tulle et Coeur de Corrèze.

## Demografía
| 72 | 72 | 66 | 94 | 111 | 108 | 101 |
| Para los censos de 1962 a 1999 la población legal corresponde a la población sin duplicidades (Fuente: INSEE [Consultar]) |    |    |    |     |     |     |